# 1. hegedűverseny (Bartók)
Bartók Béla 1. hegedűversenye (Sz. 36, BB 48a) 1907–1908 körül keletkezett, de a szerző élete folyamán a II. hegedűversenyt tartotta egyetlen hegedűversenyének.
Ez a mű – az utókor elől sokáig elzárva – őrizte annak az ifjúkori emésztő lángolásnak dokumentumait, amely a zeneszerzőt egy hegedűművésznőhöz fűzte. Geyer Stefi, akinek Bartók annak idején a versenymű kéziratát elküldte, élete végéig nem bocsátotta a nyilvánosság elé ezt a művet, amelynek jellegzetes főmotívuma mellé Bartók odajegyezte: „Ez a maga Leitmotivja”.
Geyer Stefi 1956-ban hunyt el, és Bartók első hegedűversenye csak ekkor, megkésve kerülhetett a hegedűsök repertoárjába: 1958-ban mutatta be Hans-Heinz Schneeberger a Bázeli Kamarazenekarral, Paul Sacher vezényletével.
Bartók ezzel a művel eléggé elrugaszkodott a klasszikus versenymű-formától azáltal, hogy a mű mindössze kéttételes.
Az első tételt Bartók utóbb átvette Két arckép című művébe, amelynek Ideális portréját híven reprezentálja vágyódó dallamvilága, érzékeny harmóniáinak megkapó varázsa, ellenpontozásának kristálytiszta logikája. Geyer Stefi „Leitmotiv”-ja a gyors második tételben is jelen van, bár elváltoztatott formában. Ebben a tételben a zeneszerző „az élénk Geyer Stefi” arcképét kívánta megörökíteni, a „vidám, szellemes, szórakoztató” leányét, ugyanakkor a hegedűművésznő kedvében járva teremtett alkalmat a mutatós, virtuóz játékra.
Híressé David Ojsztrah tette, bár ő inkább a mű romantikus vonalát erősítette, míg például Makszim Vengerov a művet virtuóz oldaláról mutatta be, Pauk György pedig inkább az autentikusságra törekedett.

## Tételek
1. Andante Sostenuto
2. Allegro Giocoso

Időtartam: kb. 21 perc

## Hangszerelés
Szóló / 2 fuvola, 2 oboa, angolkürt, 2 klarinét (+ basszusklarinét), 2 fagott / 4 kürt, 2 trombita, 2 harsona, tuba / üstdob, nagydob, triangulum, 2 hárfa / vonósok: hegedűk, brácsák, csellók, nagybőgők

## Autográf anyagok
- Vázlatok:

1. Memo-vázlatok (Bartók Archívum, Budapest: BH39)
2. Fekete zsebkönyv (Bartók Archívum, Budapest: BH206)
3. Folyamatvázlatok a Fekete zsebkönyvben (Bartók Archívum, Budapest: BH206) ill. kottalapon (Bartók Péter floridai magángyűjteménye 12FSS1ID1)
4. Vázlat az I. tételhez (Stargardt, Basel 2003. október 11. aukció; ezután kérdéses, hogy kinél van)

- Hegedű–zongora formájú fogalmazvány, csak a II. tétel (Bartók Archívum, Budapest: 4130)
- Hegedű–zongora forma, csak a II. tétel, ismeretlen kopista másolata (Bartók Archívum, Budapest: 4131b)
- Autográf partitúra (Paul Sacher Stiftung Basel)
- Partitúra másolatok, ismeretlen kopisták írásai Bartók javításaival:

1. I–II. tétel (Bartók Archívum, Budapest: 4129)
2. Csak a II. tétel (Bartók Archívum, Budapest: 4131a az I. tételt lásd BB 48b (Bartók Péter magángyűjteménye 16TFSID1).

- A hegedűszólam másolatai Bartók, Bartók édesanyjának és egy anonim másolónak kézírásában: két teljes példány, az egyik széttagolva, és töredékek (Bartók Archívum, Budapest: 4131c–f; PB 15VFC1; Paul Sacher Stiftung Basel).
- Zenekari szólamok (1911), 40 füzet, zöme másoló írása Bartók javításaival, de 13 oldal autográf leírás (Bartók Archívum, Budapest: BH34).